# Nuuk (stadion)
Nuuk este un stadion de fotbal din Nuuk, Groenlanda, pe care își desfășoară meciurile de acasă clubul B-67 și echipa națională de fotbal a Groenlandei.